# Свети Хосе де Анчијета
Хосе де Анчијета (Тенерифе, Шпанија, 19. март 1534 – Реритиба, Бразил, 9. јун 1597), био је језуитски мисионар и шпански светац у Бразилу. Такође је био истакнути лингвиста, писац, лекар, архитекта, инжењер, хуманиста и песник. Први је драматичар, први граматичар и први песник рођен на Канарским Острвима и отац бразилске књижевности. Канонизовао га је папа Фрањо 2014. године. Стога је други родни светац Канарских Острва после Педра де Бетанкура.

## Биографија
Рођен је у Сан Кристобалу де ла Лагуна, Тенерифе. Он је био послат као тинејџер на Универзитет у Коимбри у Португалија 1548. године да студира филозофију. Током студија, Хосе се придружио Исусовом друштву, јер је био нећак Игнасиа де Лојола (оснивача овог верског реда). Након студија, определиос се да служи као мисионар у Бразилу.
У Пиратининги је катекизовао и школовао Индијанце. Он их је бранио од злостављања португалских досељеника. Био је један од оснивача градова Сао Пауло и Рио де Јанеиро. Отац Хосе де Анчијета је нормирао Тупијске језике индијанаца.
Борио се против француских протестаната који су се успоставили у заливу Гуанабара (Рио де Жанеиро). Године 1566. је послат у залив да обавештава гувернера о напретку рата против Француза и затражио је појачање да одбрани Рио де Жанеиро. Тада је заређен за свештеника, са 32 године.
Године 1577. постављен је за провинцијала Удружења исусоваца у Бразилу, и на тој функцији је остао десет година. Године 1595. се повлачи са те позиције у Реритибу, где је умро 1597.
Беатификовао га је 1980. године Папа Јован Павле II, а канонизовао га је 2014. године Папа Фрањо. Његов дан се слави 9. јуна.